# Jar

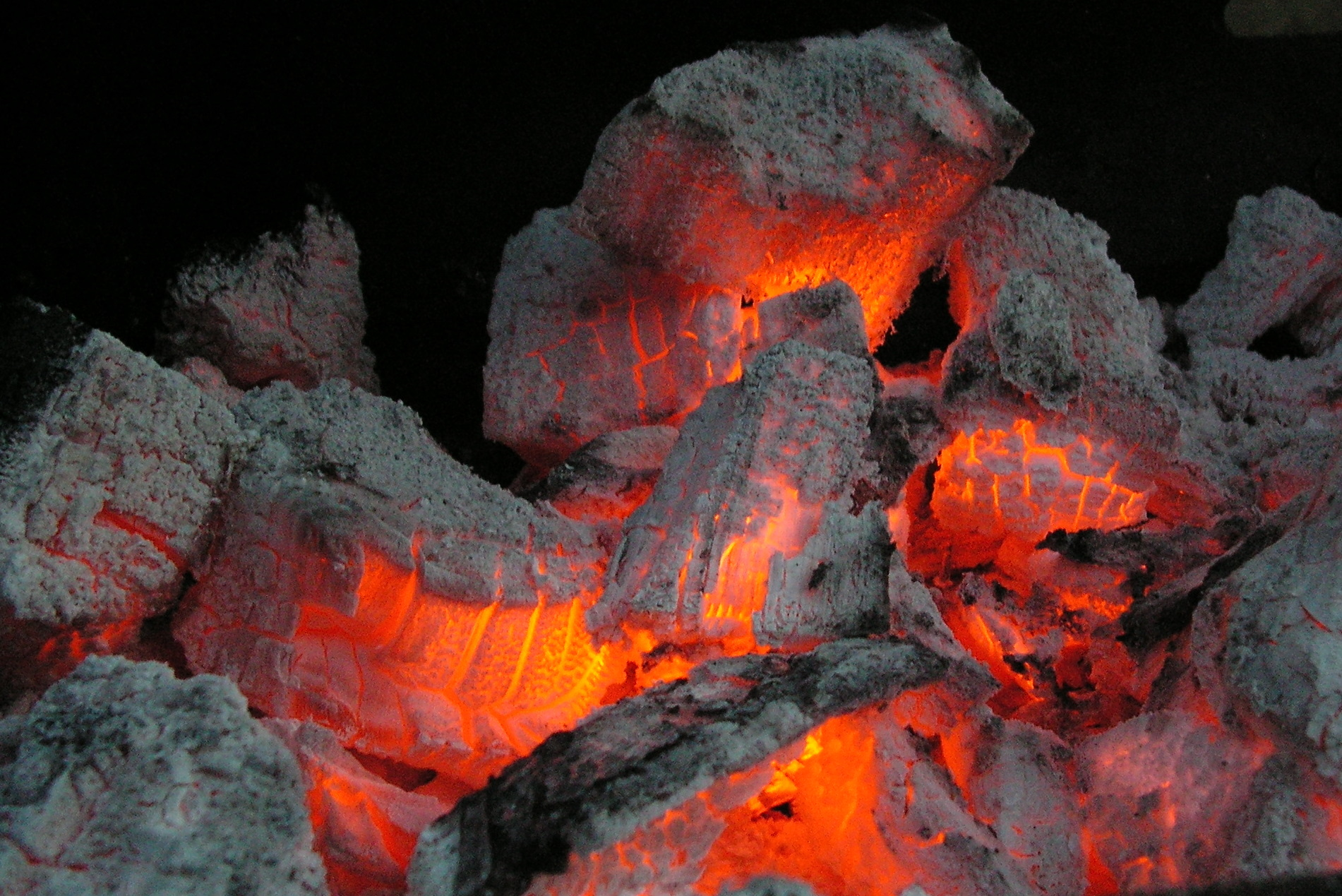
Jar

Jarul este o bucată de cărbune incandescent care arde fără flacără.